# 坎普维德 (亚利桑那州)
坎普维德（英文：Camp Verde），是美国亚利桑那州亚瓦派县下属的一座城市。面积约为43.15平方英里（约合111.8平方公里）。根据2010年美国人口普查，该市有人口10,873人，人口密度为252/平方英里。在建制上，该市属于“Town”。